# Hyvon Ngetich
Hyvon Ngetich (* 12. Mai 1985) ist eine kenianische Marathonläuferin.
2007 wurde sie Zweite beim Chihuahua-Halbmarathon. 2008 siegte sie beim Medio Maratón Puerto de Veracruz und wurde jeweils Dritte beim Halbmarathonbewerb des Austin-Marathons (auf nicht bestenlistentauglicher Strecke in 1:09:45 h) und beim 10-km-Lauf des Ottawa Race Weekends.
2009 gewann sie den wegen seines Gefälles nicht bestenlistentauglichen Deseret News 10K in 31:30 min und wurde Vierte beim Spirit-of-Columbus-Halbmarathon.
2010 siegte sie beim Zapopan-Halbmarathon, beim Ciudad-Juárez-Marathon, beim Monterrey-Halbmarathon und beim Gran Maratón Pacífico. 2011 gewann sie den Santiago-Marathon und wurde jeweils Zweite beim Ciudad-Juárez-Marathon und beim Dallas White Rock Marathon.
2015 lief sie beim Austin-Marathon und brach 50 Meter vor der Ziellinie zusammen. Anstatt liegen zu bleiben und aufzugeben, raffte sie sich auf und kroch auf allen vieren weiter und schaffte es ins Ziel.

## Persönliche Bestzeiten
- 10-km-Straßenlauf: 32:48 min, 24. Mai 2008, Ottawa
- Halbmarathon: 1:11:00 h, 28. November 2010, Monterrey
- Marathon: 2:34:42 h, 3. April 2011, Santiago de Chile